# Jemma Palmer
Jemma Palmer (* 10. April 1986) ist ein englisches Model und Wrestlerin. Sie hatte zusammen mit Katie Lea einen Tryout bei WWE und wurde eingeladen, am Diva Search Contest teilzunehmen. Sie ist auch bekannt unter dem Namen Inferno, welchen sie bei der britischen TV-Serie Gladiators benutzte.

## Karriere
Palmer wuchs auf, modelte unter den Fittichen ihrer Mutter. Sie gewann die Little Miss Midlands und Miss Littlesea als Kind. Als eine Erwachsene nahm sie an zahlreichen Wettbewerben teil. Sie erreichte das Finale von Musclemania Britain 2006, Miss Hawaiian Tropic, Miss USA Dream Bikini Body und Miss Maxim UK-Wettbewerben.
Sie war vor ihrer Wrestlingkarriere ein Model für Loaded, FHM, WWE Magazine.
Sie trainierte auch in Leichtathletik und Trampolinturnen.
Schon 2005 arbeitete sie für Doug Williams bei der FWA und agierte als Valet bei einigen Shows.
Sie hatte zusammen mit Katie Lea ein Tryout bei WWE und wurde eingeladen am Diva Search Contest teilzunehmen.
Stellte sich bei Rick Bassmans Ultimate Pro Wrestling vor und wurde an dessen Schule trainiert.
Als "Inferno" war sie 2008 eine der Gladiatorinnen der englischen Ausgabe der American Gladiators.
Unterschrieb am 29. Juni 2009 einen Vertrag mit WWE und debütierte einen Tag später als "Penelope Carwin" bei Florida Championship Wrestling.